# Иваны (приток Ворсклы)
Иваны (укр. Івани) — левый приток реки Ворскла, протекающий по Богодуховскому (Харьковская область) и Великописаревскому (Сумская область) районам Украины.

## География
Длина — 26 км (по 13 км в Сумской и Харьковской областях).
Река течёт с востока на запад. Река берёт начало восточнее села Винницкие Иваны (Богодуховский район). Впадает в реку Ворскла в селе Сидорова Яруга (Великописаревский район).
Долина корытообразная, узкая. Пойма преимущественно двусторонняя, в приустьевой части сливается с поймой Ворсклы. Русло слабоизвилистое, в нижнем течении частично канализировано (где ответвляется канал). На реке есть несколько прудов. В нижнем течении реки местами присутствуют заболоченные участки с тростниковой и луговой растительностью.

## Населённые пункты
Населённые пункты на реке (от истока до устья):
Богодуховский район
1. Винницкие Иваны
2. Мусиенки[1]
3. Корбины Иваны

Великописаревский район
1. Россоши
2. Копейки
3. Спорное
4. Сидорова Яруга